# Ihar Lapschyn
Ihar Lapschyn (russisch Игорь Олегович Лапшин Igor Olegowitsch Lapschin; * 8. August 1963 in Minsk) ist ein ehemaliger belarussischer Leichtathlet, der für die Sowjetunion startend als Dreispringer erfolgreich war.
Den bedeutendsten Erfolg seiner Karriere feierte er bei den Olympischen Spielen 1988 in Seoul. Dort gewann er mit einer Weite von 17,52 m die Silbermedaille hinter Christo Markow (17,61 m) und vor Alexander Kowalenko (17,42 m).
1990 siegte Lapschin bei den Halleneuropameisterschaften in Glasgow. Im selben Jahr belegte er in Split bei den Europameisterschaften im Freien den dritten Platz hinter Leonid Woloschin und Christo Markow. 1991 wurde Lapschin in Sevilla Hallenweltmeister. Es war sein letzter großer internationaler Erfolg. Er startete bei den Weltmeisterschaften 1993 in Stuttgart noch einmal unter belarussischer Flagge, scheiterte jedoch in der Qualifikation.
Igor Lapschin ist 1,88 m groß und hatte ein Wettkampfgewicht von 71 kg.

## Bestleistungen
- Dreisprung: 17,69 m, 31. Juli 1988, Minsk
- Dreisprung (Halle): 17,31 m, 10. März 1991, Sevilla